# جنطيانا برودية
جنطيانا برودية أو كوشاد برودي (الاسم العلمي: Gentiana frigida) هو نوع من النباتات يتبع جنس الجنطيانا من فصيلة الجنطيانية.